# 嘉羿
嘉羿（1998年7月14日—），本名黄嘉新，出生于中国江西省上饶市，中国大陆歌手、演员。2018年以中国大陆男子团体Mr. 钛戈的成员身份出道。2019年参加爱奇艺青年励志综艺节目《青春有你》并以第5名的成绩成为中国大陆限定男子团体Unine的成员之一。2021年发行首张EP《+1》。同年出演东方卫视都市浪漫爱情轻喜剧《我的砍价女王》。

## 演艺经历
嘉羿本名黄嘉新，1999年7月14日出生于中国江西省上饶市，毕业于北京现代音乐研修学院。2018年4月，嘉羿和林陌、圳南、靳凡、展羽组成男子团体Mr. 钛戈。2019年1月，嘉羿开始参加爱奇艺青年励志综艺节目《青春有你》，并最终以第5名的成绩和李汶翰、李振宁、姚明明、管栎、胡春杨、夏瀚宇、陈宥维、何昶希组成限定男子团体Unine。2020年6月，嘉羿发行和圳南共同演唱的单曲《Get in My Zone》。同年10月，团体Unine正式解散。同月，嘉羿发行单曲《一起的旅程》。同年12月，嘉羿发行单曲《罗盘》。2021年1月，嘉羿发行首张EP《+1》。同年4月，嘉羿开始参加东方卫视音乐厂牌对抗秀节目《金曲青春》。同年9月，嘉羿发行为中国大陆网络剧《满月之下请相爱》演唱的片头曲《Step by Step》。同月，嘉羿出演东方卫视都市浪漫爱情轻喜剧《我的砍价女王》。2022年5月，嘉羿发行为中国大陆网络剧《侬好，我的东北女友》演唱的插曲《Mars Is Far Away》。

## 音乐作品

### Mr.鈦戈 男團時期
- 《去未來》（2018）收錄以下歌曲

⒈眼淚座
⒉月與花
⒊小告白
⒋All About You
⒌Cause I Love You
⒍天際線
⒎去未來
⒏鈦戈
⒐夜空懸浮
- EP《勝利時刻》(2018)
- EP《少年》（2018）收錄以下歌曲

⒈海風說愛你
⒉少年
⒊浪漫滿滿
⒋戀愛飛行
⒌兄弟
- EP《衝破》（2020）

### 迷你专辑
- 《+1》（2021）收錄以下歌曲

```
 ⒈你的善良必須帶點鋒芒
 ⒉永遠永遠
 ⒊著魔
```

### 单曲
- 《Get in My Zone》（2020）
- 《一起的旅程》（2020）
- 《罗盘》（2020）
- 《晚安全世界》（2022）
- 《沒你不行》（2022）
- 《變心金剛》（2022）

### 其他歌曲
- 《Step by Step》（2021）

Commons:影視《滿月之下請相愛》片頭曲
- 《Mars Is Far Away》（2022）

Commons:網劇《儂好，我的東北女友》插曲
- 《防備》（2022）

Commons:網劇《星河璀璨的我們》片尾曲
- 《遇光》（2022）

Commons:影視《初次愛你》片頭曲
- 《My Love》（2023）

Commons:影視《你好，我的對面男友》插曲

## 影视作品

### 电视剧
- 《我的砍价女王》（2021）
- 《星河璀璨的我们》（网络剧）（2022）
- 《你好，我的对面男友》（网络剧）（2023）
- 《国师大人凶且甜》（网络剧）（2024）
- 《亂碼迷局》（网络剧）（2025）

### 常驻综艺节目
- 《青春有你》（2019）
- 《金曲青春》（2021）